# 亞納瓦丘科山
11°18′58″S 76°25′26″W / 11.31611°S 76.42389°W
亞納瓦丘科山（Yana Wachuku），是秘魯的山峰，位於該國中部胡寧大區，由聖巴巴拉德卡爾瓦卡揚區和馬爾卡波馬科查區負責管轄，屬於安地斯山脈的一部分，海拔高度5,012米。